# 1240
1240 (MCCXL) a fost un an bisect al calendarului iulian.

## Evenimente
- 31 martie: Marea invazie mongolă: Trupele tătare trec Munții Carpați în Transilvania. Localitatea Brașov este cucerită de tătari.
- 1 aprilie: Localitatea Rodna este cucerită de tătari.
- 10 aprilie: Edict de expulzare a evreilor din Bretania.
- 11 aprilie: Localitatea Sibiu este cucerită de tătari.
- 22 aprilie: Localitatea Bistrița este cucerită de tătari.
- 3 iunie: Condottierul Salinguerra este înfrânt; Ferrara trece în stăpânirea familiei de Este.
- 15 iulie: Bătălia de pe Neva: Alexandru Nevski, cneaz al Rusiei înfrânge pe suedezi și pe cavalerii teutoni, care căutau să invadeze cnezatul Novgorodului.
- 22 august: Frederic al II-lea de Hohenstaufen cucerește Ravenna și începe asediul Faenzei.
- 6 decembrie: Mongolii lui Batu Han distrug orașul Kiev, ai cărui locuitori sunt masacrați; mongolii pradă în continuare Volînia și Galiția; fugind din fața primejdiei, Mihail de Kiev și Daniel de Volynia trec în Ungaria.

### Nedatate
- februarie: Asediul Ferrarei; victorios, împăratul Frederic al II-lea de Hohenstaufen invadează teritoriul pontifical, până aproape de Roma.
- septembrie: Frederic al II-lea se opune conciliului convocat de papa Grigore al IX-lea.
- noiembrie: Mongolii pătrund în Polonia; victorios la Schidlow, Batu Han incendiază Lublin și Cracovia, după care devastează Silezia.
- Alianță a cantoanelor elvețiene.
- Au loc primele episoade ale luptei duse de regii norvegieni contra Hansei.
- Cumanii conduși de regele lor Cuthen cer refugiu regelui ungur Bela al IV-lea care le dă loc de așezare în câmpia Tisei și a Dunării.
- Este întemeiat Imperiului Mali, în Africa, sub conducerea lui Mandinka⁠(d).
- Este întemeiat orașul Lvov, care înlocuiește Kievul ca loc de comerț între apus și răsărit.
- Începe domnia lui Căliman pe tronul țaratului bulgaro-român de la sud de Dunăre.
- Începe perioada războaielor civile în Norvegia.
- Incursiuni ale mongolilor în India de nord; orașul Lahore este devastat.
- Liga hanseatică obține o scrisoare de privilegii la Bergen, prin care obține monopolul asupra comerțului cu cereale cu Germania, apoi și cu Polonia și Norvegia.
- Mongolii atacă numeroase mănăstiri tibetane, ajungând în apropiere de Lhassa⁠(d).
- Mongolii conduși de Batu Han pradă Pereiaslavl, Cernigov și cnezatele din Rusia meridională.
- Musulmanii restituie cruciaților Safet⁠(d) și Beaufort.
- Orașul Koumbi, capitala statului Ghana, este distrus de regele malian.
- Papa Grigore al IX-lea oferă coroana lui Robert d'Artois, fratele regelui Franței, care refuză propunerea.
- Reprimarea unei revolte din teritoriile stăpânite de Ordinul teutonic (Prusia, Livonia, Curlanda).
- Revoltă a nobililor turci din Sultanatul de Delhi; sultanul este nevoit să constituie rangul de regent pentru unul dintre aceștia.
- Se încheie domnia lui Ioan Asan al II-lea pe tronul țaratului bulgaro-român de la sud de Dunăre.
- Sultanul Ayyubid al Egiptului, Al-Adil II⁠(d), este depus de către ofițerii turci din slujba sa; o gardă a acestora (mameluci) este creată pentru a-l sprijini pe noul sultan, Malik al-Salih.

## Arte, științe, literatură și filozofie
- Construirea fortificațiilor de la Aigues-Mortes, în Franța.
- Edificarea navei catedralei din Strasbourg.
- Etica nicomahică a lui Aristotel este tradusă în limba latină.
- Fondarea Universității din Siena.
- Medicul danez Henrik Harpenstreng scrie Cartea ierburilor și a medicamentelor.
- Prima farmacie publică, la Trier, în Germania.
- Se încheie construirea palatului arhiepiscopal din Sens.
- Toma de Aquino intră în Ordinul dominican.
- Utilizarea banilor de hârtie de către mongoli.

## Nașteri
- Abraham Abulafia⁠(d), filosof evreu din Malta (d. 1292)
- Andronic al II-lea, viitor împărat de Trapezunt (d. 1266)
- Benedict al XI-lea (n. Niccolò Boccasini), viitor papă, beatificat (d. 1304)
- Giovanni Cimabue, pictor din Toscana (d. 1302)
- Giovanni Soranzo⁠(d), viitor doge al Veneției (d. 1328)
- Jean de Meung, poet francez (d. 1305)
- Magnus al III-lea, viitor rege al Suediei (d. 1290)
- Siger⁠(d) de Brabant, teolog francez (d. 1284)
- Ștefan al V-lea, viitor rege al Ungariei (d. 1272)

## Decese
- 23 ianuarie: Alberto⁠(d) din Pisa, franciscan italian (n. ?)
- 10 noiembrie: Ibn Arabi, 74 ani, filosof mistic arab din Andalusia (n. 1165)
- Leonardo Fibonacci (aka Bonacci), 69 ani, matematician italian din Pisa (n. 1170)
- Jacques de Vitry⁠(d), 69 ani, teolog și istoric francez (n. 1170)